# Holeby
Holeby er en by på Lolland med 1.343 indbyggere  (2025), beliggende 21 km vest for Nysted, 29 km sydøst for Nakskov, 12 km nordøst for Rødbyhavn og 10 km syd for kommunesædet Maribo. Byen hører til Lolland Kommune og ligger i Region Sjælland. I 1970-2006 var Holeby kommunesæde i Holeby Kommune.
Byen hører til Holeby Sogn. Holeby Kirke ligger i den nordvestligste ende af byen, ½ km nord for den gamle landsby, som nu er bydelen Gammel Holeby.

## Faciliteter
- Holeby Landsbyordnings skole er bygget i 1972 og kunne oprindeligt rumme 450 elever. I 2022 havde skolen 96 elever, fordelt på 0. til 6. klassetrin. I oktober 2022 blev den bygning, der rummede skolens faglokaler og SFO2, lukket pga. farlige skader.[2]
- Landsbyordningens børnehave ligger nær ved et stort parkområde, og skovgruppen kører til Søholt gods 8 km fra Holeby.[3]
- Holeby Hallen benyttes til gymnastik, håndbold og volleyball.
- Factory Lodge er et hotel, indrettet i de gamle fabriksbygninger. Hotellet har konferencelokaler til 10-150 personer, dobbeltværelser, fællesrum og køkken til brug for gæsterne.[4]
- Restaurant Cocotten har arrangementer i huset med festlokale og leverer mad ud af huset.[5]
- Plejecentret Bøgevænget har 41 boliger og 40 beboere. 5 af boligerne ligger på 1. sal med elevator. De er 2-værelses, resten er étværelses med en lille terrasse.[6]
- Byen har Dagli'Brugs, købmand og tandlæge.

## Historie

### Sukkerfabrikken
Holeby beskrives således i 1873: "Holeby med Kirke, Præstegaard, Skole og Veirmølle".
Det meste af sukkerfabrikken lå i Thorslunde Sogn: "Højbygaard Sukkerfabrik, tilhørende De Danske Sukkerfabrikker, beliggende mellem Højbygaard og Nybøllegaard (1897 produceredes 9,590,905 Pd. Sukker)...Det var Aktieselsk. „Lolland“, der under Ledelse af Brødrene Frederiksen 1872 anlagde Sukkerfabrikken og derved banede Vejen for den rationelle Roesukkerkultur paa Laaland. Vel gik Selskabet fallit 1874, men et Konsortium fortsatte Driften, og 1880 købtes Fabrikken af „De danske Sukkerfabrikker“." Nordøst for fabrikken ligger "Havebyen" med ensartede arbejderhuse.
Sukkerfabrikken blev i 1960 solgt til De forenede Papirfabrikker, der producerede papir indtil 1993. Herefter stod bygningerne tomme indtil de i 2005 blev købt af en privat investor og renoveret. I de gamle fabrikslokaler blev klimasimulatoren Visual Climate Center åbnet i 2011 og hotellet Factory Lodge i 2013.

### Jernbanen
I 1874 fik Holeby station på Maribo-Rødby Jernbane, der i 1912 blev forlænget til Rødbyhavn. Stationen lå 2 km øst for landsbyen, men tæt ved sukkerfabrikken, som fik flere industrispor med egen remise. Desuden var der roebane fra Nybøllegaard til fabrikken. 1 km syd for landsbyen havde Højbygaard et trinbræt, der fra 1881 ekspederede stykgods, men ikke havde billetsalg. Købmand C.A. Qvade fra Maribo, som skabte Lolland-Falsters største virksomhed ved at handle med især korn, smør og kul, lagde en filial og et magasin i Holeby i 1874.
Stationsbygningen er bevaret på Jernbanevej 1. 17½ km af banens tracé er bevaret som "Jernbanestien Lolland" mellem Rødbyvej sydvest for Maribo og diget ved Østre Kaj i Rødbyhavn. Stien er asfalteret gennem Holeby og Rødby, ellers grusbelagt.

### Stationsbyen
Holeby landsby og stationsby beskrives således i 1899: "Holeby, ved Nakskov-Nysted Vejen, med Kirke, Præstegd., Skole, Fællesmejeri, Møller, Stationsbyen (1/4 Mil fra Kirken), Jærnbanestation, Telegraf- og Telefonstation, Postekspedition, Kornmagasiner, Bryggeri, Mølle, Forsamlingshus (opf. 1895). Jærnbaneholdeplads ved Højbygaardshuse."

### Holeby Kro
Holeby Kro, Jernbanegade 12, blev grundlagt 1908. Kroen hed oprindeligt Holeby Gæstgivergård.

### Holeby Diesel
Over for stationen startede smedemester Hans Christoffersen i 1882 Holeby Maskinfabrik. Den producerede i sine første år lokomobiler, tærskeværker, halmpressere og petroleumsmotorer, men gik i 1910 over til produktion af dieselmotorer. I 1916 blev fabrikken omdannet til et aktieselskab med B&W som storaktionær. I 1930 blev Holeby Diesel købt af B&W.
I 1980 solgte B&W aktierne til tyske MAN AG, som havde flere virksomheder i Danmark. Det var et chok for byen, da fabrikken, som var byens største arbejdsplads, i 2004 blev annonceret til at skulle lukke og flytte til Frederikshavn i 2005. MAN Diesel lukkede dog ikke virksomheden i Holeby. I stedet lod man virksomheden udvikle sig uden motorproduktionen, der ikke var lønsom. Virksomheden beholdt et højt specialiseret dieselgeneratorcenter for MAN Diesel & Turbo SE med over 220 medarbejdere.
I april 2022 oplyste virksomheden at de sidste 154 arbejdspladser i Holeby flyttes til Trekroner ved Roskilde i 2027.

### Moderne tid
Efter 1970'ernes udbygning af skole og hal samt parcelhuskvarterer er Gammel Holeby vokset sammen med den østlige ende af byen og forbundet med en lige hovedgade (Vestervej-Østervej). Væksten er sket på udstykninger af 3 udflyttede gårde, bl.a Annasminde, der nu ligger centralt i hovedgaden.
Roefrø-producentet DLF Beet Seed har adresse i Holeby og har omkring 150 medarbejdere.